# Thomas Gomez
Tomas Gomez, nato Sabino Tomas Gomez (New York, 10 luglio 1905 – Santa Monica, 18 giugno 1971), è stato un attore statunitense.
Nel 1948 ottenne una candidatura all'Oscar al miglior attore non protagonista per il film Fiesta e sangue (1947) di Robert Montgomery.

## Biografia
Nativo di Long Island (New York), nel 1923 il diciassettenne Thomas Gomez vinse una borsa di studio per entrare nella scuola di recitazione in cui insegnava il celebre interprete shakesperiano Walter Hampden. Favorevolmente impressionato dal talento di Gomez, Hampden volle il giovane attore nella propria compagnia e lo fece debuttare l'anno seguente nel Cyrano de Bergerac. Gomez trascorse sette anni con la compagnia teatrale di Hampden e i successivi sette anni lavorò con Alfred Lunt e Lynn Fontanne, la celebre coppia del teatro statunitense.
Dopo la lunga esperienza sul palcoscenico, l'attore fece il suo debutto sul grande schermo in Sherlock Holmes e la voce del terrore (1942), una produzione della Universal Pictures in cui interpretò il ruolo di R.F. Meade, un agente nazista. Spesso impiegato in caratterizzazioni di personaggi sinistri, durante gli anni quaranta Gomez apparve nei più svariati generi cinematografici, dalle commedie Gianni e Pinotto detectives (1942) e Gianni e Pinotto in società (1944), agli esotici Le mille e una notte (1942) e Selvaggia bianca (1943), fino ai polizieschi La donna fantasma (1944) e La città proibita (1945), rispettivamente nei panni dell'ispettore Burgess e del capitano di polizia Dan Martin.
Fu nella seconda metà del decennio che Gomez affrontò i suoi ruoli più interessanti in pellicole di particolare pregio. Nel poliziesco A sangue freddo (1947) di Robert Rossen, l'attore interpretò Guido Marchettis che, con Johnny O'Clock (Dick Powell), gestisce un'equivoca casa da gioco, mentre nel noir Fiesta e sangue (1947), diretto e interpretato da Robert Montgomery, impersonò il giostraio Pancho, performance che gli fece ottenere una candidatura all'Oscar al miglior attore non protagonista nel 1948. Il soggetto del film venne successivamente ripreso per un episodio dello show televisivo Robert Montgomery Presents (1950), in cui Gomez riprese il medesimo personaggio.
Con Le forze del male (1948) di Abraham Polonsky, Gomez ebbe il ruolo di Leo Morse, titolare di una piccola ricevitoria illegale sulla Lower East Side, che dalla vita desidera semplicemente mantenere la propria indipendenza professionale, conquistando un certo benessere per sé e per la moglie e trattando con benevolenza gli impiegati che lavorano per la sua agenzia. La fondamentale onestà di Leo Morse si scontra con la nevrotica ambizione del fratello minore Jack (John Garfield), un avvocato che tenta di persuadere Leo a piegarsi allo strapotere del sindacato che controlla i racket della città. Solo dopo il tragico assassinio di Leo da parte della malavita, Jack si redime e dichiara guerra al racket dando informazioni cruciali contro il sindacato.
Molti i personaggi di origine latina interpretati da Gomez, tra i quali Padre Bartolome Romero in Il capitano di Castiglia (1947), il dottor Estaban Chavez in Angelo in esilio (1948), Don Homero Calderon in Sombrero (1953), Don David ne Il grande matador (1955). Fu inoltre il sovrano di Marshovia nello sgargiante La vedova allegra (1952) con Lana Turner e il bieco Wang Khan ne Il conquistatore (1956), accanto a John Wayne e Susan Hayward.
Durante la sua carriera Gomez non abbandonò mai le scene teatrali ed apparve in numerose produzioni di successo a Broadway, tra le quali La gatta sul tetto che scotta (1955-1956), in cui interpretò il ruolo di Big Daddy, e Un uomo per tutte le stagioni, in scena dal novembre 1961 al giugno 1963, nel quale impersonò l'uomo politico inglese Thomas Cromwell. Vestì inoltre i panni del malefico Professor Moriarty, l'acerrimo nemico di Sherlock Holmes, in una rappresentazione del 1953 in cui il celebre investigatore venne interpretato da Basil Rathbone.
L'attore mise il proprio talento anche al servizio del piccolo schermo, dove iniziò ad apparire dalla prima metà degli anni cinquanta. Tra le molte serie da lui interpretate, sono da ricordare Ai confini della realtà (1959-1961), Dottor Kildare (1963), Il virginiano (1965), Vita da strega (1969) e Operazione ladro (1968-1969). Tuttavia continuò a fornire buone caratterizzazioni sul grande schermo, come in Trapezio (1956) di Carol Reed, nella commedia Ma non per me (1959), nel dramma Estate e fumo (1961), fino all'ultima apparizione sulle scene cinematografiche nell'avventuroso L'altra faccia del pianeta delle scimmie (1970), nel ruolo del prete.
Dopo aver girato un episodio della serie western Gunsmoke, Thomas Gomez morì a Santa Monica (California) il 18 giugno 1971, all'età di sessantacinque anni, a seguito delle gravi ferite riportate in un incidente stradale. È sepolto al Westwood Village Memorial Park Cemetery di Los Angeles.

## Filmografia

### Cinema
- Sherlock Holmes e la voce del terrore (Sherlock Holmes and the Voice of Terror), regia di John Rawlins (1942)
- Gianni e Pinotto detectives (Who Done It?), regia di Erle C. Kenton (1942)
- La febbre dell'oro nero (Pittsburgh), regia di Lewis Seiler (1942)
- Le mille e una notte (Arabian Nights), regia di John Rawlins (1942)
- Selvaggia bianca (White Savage), regia di Arthur Lubin (1943)
- I rinnegati della frontiera (Frontier Badmen), regia di Ford Beebe (1943)
- Corvetta K-225 (Korvette K-225), regia di Richard Rosson (1943)
- Crazy House, regia di Edward F. Cline (1943)
- La donna fantasma (Phantom Lady), regia di Robert Siodmak (1944)
- Gianni e Pinotto in società (In Society), regia di Jean Yarbrough (1944)
- La voce magica (The Climax), regia di George Waggner (1944)
- Due gambe... un milione! (Bowery to Broadway), regia di Charles Lamont (1944)
- Dead Man's Eyes, regia di Reginald Le Borg (1944)
- California (Can't Help Singing), regia di Frank Ryan (1944)
- La città proibita (Frisco Sal), regia di George Waggner (1945)
- Patrick the Great, regia di Frank Ryan (1945)
- I'll Tell the World, regia di Leslie Goodwins (1945)
- The Daltons Ride Again, regia di Ray Taylor (1945)
- Notte di paradiso (Night in Paradise), regia di Arthur Lubin (1946)
- Una celebre canaglia (Swell Guy), regia di Frank Tuttle (1946)
- A sangue freddo (Johnny O'Clock), regia di Robert Rossen (1947)
- Singapore, regia di John Brahm (1947)
- Fiesta e sangue (Ride the Pink Horse), regia di Robert Montgomery (1947)
- Il capitano di Castiglia (Captain of Castile), regia di Henry King (1947)
- Doppia vita (A Double Life), regia di George Cukor (1947) (voce, non accreditato)
- Casbah, regia di John Berry (1948)
- L'isola di corallo (Key Largo), regia di John Huston (1948)
- Angelo in esilio (Angel in Exile), regia di Allan Dwan e Philip Ford (1948)
- Le forze del male (Force of Evil), regia di Abraham Polonsky (1948)
- Come divenni padre (Sorrowful Jones), regia di Sidney Lanfield (1949)
- Le due suore (Come to the Stable), regia di Henry Koster (1949)
- Il bacio di mezzanotte (The Midnight Kiss), regia di Norman Taurog (1949)
- Lo schiavo della violenza (The Woman on Pier 13), regia di Robert Stevenson (1949)
- L'aquila e il falco (The Eagle and the Hawk), regia di Lewis R. Foster (1950)
- Le furie (The Furies), regia di Anthony Mann (1950)
- Kim, regia di Victor Saville (1950)
- The Harlem Globetrotters, regia di Phil Brown e Will Jason (1951)
- La regina dei pirati (Anne of the Indies), regia di Jacques Tourneur (1951)
- L'avventuriero di Macao (Macao), regia di Josef von Sternberg (1952)
- Difendete la città (The Sellout), regia di Gerald Mayer (1952)
- La vedova allegra (The Merry Widow), regia di Curtis Bernhardt (1952)
- L'ultima freccia (Pony Soldier), regia di Joseph M. Newman (1952)
- Sombrero, regia di Norman Foster (1953)
- Giocatore d'azzardo (The Gambler from Natchez), regia di Henry Levin (1954)
- Le avventure di Hajji Babà (The Adventures of Hajji Baba), regia di Don Weis (1954)
- Giuoco implacabile (Las Vegas Shakedown), regia di Sidney Salkow (1955)
- Il grande matador (The Magnificent Matador), regia di Budd Boetticher (1955)
- Gli sciacalli (The Looters), regia di Abner Biberman (1955)
- Night Freight, regia di Jean Yarbrough (1955)
- Il conquistatore (The Conqueror), regia di Dick Powell (1956)
- Trapezio (Trapeze), regia di Carol Reed (1956)
- Il grande capitano (John Paul Jones), regia di John Farrow (1959)
- Ma non per me (But Not for Me), regia di Walter Lang (1959)
- Estate e fumo (Summer and Smoke), regia di Peter Glenville (1961)
- Stay Away, Joe, regia di Peter Tewksbury (1968)
- L'altra faccia del pianeta delle scimmie (Beneath the Planet of the Apes), regia di Ted Post (1970)

### Televisione
- Robert Montgomery Presents – serie TV, 1 episodio (1950)
- Life with Luigi – serie TV, 1 episodio (1953)
- The Motorola Television Hour – serie TV, 1 episodio (1953)
- Medallion Theatre – serie TV, 1 episodio (1953)
- Center Stage – serie TV, 1 episodio (1954)
- General Electric Theater – serie TV, episodio 3x04 (1954)
- Climax! – serie TV, episodio 1x17 (1955)
- Lux Video Theatre – serie TV, 1 episodio (1955)
- Playwrights '56 – serie TV, 1 episodio (1956)
- Producers' Showcase – serie TV, 1 episodio (1956)
- Schlitz Playhouse of Stars – serie TV, 1 episodio (1958)
- Playhouse 90 – serie TV, 2 episodi (1958)
- The Texan – serie TV, episodio 1x02 (1958)
- Le grandi fiabe (Shirley Temple's Storybook) – serie TV, 1 episodio (1958)
- The Further Adventures of Ellery Queen – serie TV, episodio 1x09 (1958)
- The Rifleman – serie TV, 1 episodio (1959)
- On Trial – serie TV, 1 episodio (1959)
- Avventure in paradiso (Adventures in Paradise) – serie TV, episodio 1x07 (1959)
- Avventure lungo il fiume (Riverboat) – serie TV, 1 episodio (1960)
- Hong Kong – serie TV, episodio 1x03 (1960)
- The Aquanauts – serie TV, episodio 1x08 (1960)
- The Islanders – serie TV, 1 episodio (1960)
- Ai confini della realtà (The Twilight Zone) – serie TV, 2 episodi (1959-1961)
- Michael Shayne – serie TV episodio 1x14 (1961)
- Route 66 – serie TV, 2 episodi (1960-1961)
- Corruptors (Target: The Corruptors) – serie TV, episodio 1x06 (1961)
- The Dick Powell Show – serie TV, 2 episodi (1961-1962)
- Il dottor Kildare (Dr. Kildare) – serie TV, 1 episodio (1963)
- Summer Playhouse – serie TV, 1 episodio (1964)
- Mister Ed, il mulo parlante (Mister Ed) – serie TV, 1 episodio (1964)
- The Bing Crosby Show – serie TV, 1 episodio (1964)
- La legge di Burke (Burke's Law) – serie TV, 2 episodi (1964-1965)
- Il virginiano (The Virginian) – serie TV, episodio 4x10 (1965)
- Polvere di stelle (Bob Presents the Chrysler Theatre) – serie TV, 1 episodio (1966)
- Laredo – serie TV, 1 episodio (1966)
- F.B.I. (The F.B.I.) – serie TV, 1 episodio (1969)
- The Outsider – serie TV, episodio 1x18 (1969)
- Vita da strega (Bewitched) – serie TV, 1 episodio (1969)
- Operazione ladro (It Takes a Thief) – serie TV, 2 episodi (1968-1969)
- Gunsmoke – serie TV, 1 episodio (1972)

## Doppiatori italiani
Nelle versioni in italiano dei suoi film, Thomas Gomez è stato doppiato da:
- Mario Besesti in Gianni e Pinotto detectives, Le mille e una notte, Singapore, Fiesta e sangue, Le forze del male, Come divenni padre, Le due suore, Le furie, Le avventure di Hajji Babà, Gli sciacalli
- Carlo Romano in La donna fantasma, L'avventuriero di Macao, Trapezio
- Luigi Pavese in Il bacio di mezzanotte, Il grande capitano, Ma non per me
- Giorgio Capecchi in L'isola di corallo, Kim
- Olinto Cristina in La vedova allegra, Sombrero
- Gaetano Verna in La febbre dell'oro nero, Selvaggia bianca
- Cesare Fantoni in Difendete la città
- Gino Baghetti in Il conquistatore
- Manlio Guardabassi in Sherlock Holmes e la voce del terrore (doppiaggio tardivo)
- Pietro Ubaldi in Ai confini della realtà (doppiaggio tardivo ep. 2x12)
- Angelo Nicotra in Lo schiavo della violenza (ridoppiaggio)

## Riconoscimenti
Premi Oscar 1948 – Candidatura all'Oscar al miglior attore non protagonista per Fiesta e sangue